# ألان رودريغيز (لاعب كرة قدم)
ألان رودريغيز (بالإسبانية: Alan Rodríguez) هو لاعب كرة قدم باراغواياني في مركز الدفاع، ولد في 15 أغسطس 2000 في فيرناندو دي لا مورا في باراغواي. لعب مع سيرو بورتينيو.

## وصلات خارجية
- ألان رودريغيز على موقع قاعدة بيانات كرة القدم.إي يو (الإنجليزية)
- ألان رودريغيز على موقع Soccerway.com (الإنجليزية)